# Clytie dentemaculata
Clytie dentemaculata là một loài bướm đêm trong họ Erebidae.